# Holenparkiet
De holenparkiet of Patagonische rotsparkiet (Cyanoliseus patagonus) is een vogel uit de familie Psittacidae (papegaaien) uit Zuid-Amerika. Deze parkiet wordt soms kortweg ook rotsparkiet genoemd, maar volgens de standaardlijst van Nederlandse namen is deze naam gereserveerd voor een Australische soort (Neophema petrophila).

## Kenmerken
De vogel is 39 tot 52 cm lang en weegt 256 tot 303 gram. De vogel is grauw tot olijfkleurig bruin op de kop, rug en de borst. De buik en de flanken zijn vuilgeel met midden op de onderbuik een oranjekleurige vlek. De ondersoorten verschillen onderling in de intensiteit van het geel en de hoeveelheid oranje op de onderbuik.

## Leefwijze
De holenparkiet leeft in zeer grote, luidruchtige groepen, bij voorkeur op zandige rotshellingen. Ze kunnen uitstekend klimmen, maar ook goed vliegen. Ze voeden zich in hoofdzaak met allerlei zaden en bessen. Holenparkieten zijn koloniebroeders.

## Voortplanting
Hun nest maken ze in een nauwe, beschutte rotsspleet of nis en er worden meestal twee eieren gelegd, die door het vrouwtje in ongeveer 24 dagen worden uitgebroed. Wanneer de jongen twee maanden oud zijn, verlaten ze meestal het nest, maar het duurt nog eenzelfde periode voordat ze voor zichzelf kunnen zorgen.

## Verspreiding en leefgebied
Er zijn vier ondersoorten:
- C. p. andinus (NW-Argentinië)
- C. p. conlara (Midden en West-Argentinië)
- C. p. patagonus (Midden en ZO-Argentinië)
- C. p. bloxami (Midden-Chili)

Het leefgebied bestaat uit halfwoestijnen, savanne, droge gebieden met struikgewas afgewisseld met gras en langs rivierdalen. In berggebieden tot 2000 m boven zeeniveau.

## Status
De holenparkiet heeft een groot verspreidingsgebied en daardoor is de kans op de status  kwetsbaar (voor uitsterven) gering. De grootte van de populatie wordt geschat op 95.000 volwassen vogels. In Argentinië is de vogel plaatselijk algemeen, maar gaat op ander plaatsen in aantal achteruit. Echter, het tempo ligt onder de 30% in tien jaar (minder dan 3,5% per jaar). Om deze redenen staat de holenparkiet als niet bedreigd op de Rode Lijst van de IUCN.